# Dichromodes laetabilis
Dichromodes laetabilis là một loài bướm đêm trong họ Geometridae.